# Lorraine-Dietrich Type FM
Der Lorraine-Dietrich Type FM ist eine Baureihe von Pkw-Modellen der 1900er Jahre. Dazu gehören Type CFM und Type TFM. Hersteller war Lorraine-Dietrich in Frankreich.

## Beschreibung
Das einzige Baujahr war 1908. Nachfolger wurde der Type GM.
Konstrukteur des Motors war Giustino Cattaneo, der für das italienische Partnerunternehmen Isotta Fraschini tätig war. Er entwickelte einen Vierzylinder-Reihenmotor. Er ist als T-Kopf-Motor ausgeführt. Jeweils zwei Zylinder sind paarweise zusammengegossen. 120 mm Bohrung und 140 mm Hub ergeben 6333 cm³ Hubraum. Der Motor war damals in Frankreich steuerlich mit 28/35 CV eingestuft.
Der Motor ist vorn längs im Fahrgestell eingebaut. Er treibt über ein Vierganggetriebe und Ketten die Hinterräder an. Die Bremse wirkt zeittypisch nur auf die Hinterachse.
Das Fahrgestell des Type CFM hat 3060 mm Radstand und jenes des Type TFM 3310 mm Radstand.
Ein erhaltener zweisitziger Phaeton wurde 2022 auf einer Auktion mit einem Schätzpreis von 800.000 bis 1.000.000 Euro angeboten, jedoch nicht verkauft.